# Bedfont & Feltham F.C.
Câu lạc bộ bóng đá Bedfont & Feltham là một câu lạc bộ bóng đá bán chuyên nghiệp ở Bedfont, Greater London, Anh. Trực thuộc Middlesex County Football Association, đội hiện là thành viên của Combined Counties League Division One và thi đấu trên sân The Orchard.

## Lịch sử
Câu lạc bộ được thành lập vào tháng 5 năm 2012 với tư cách là sự hợp nhất của Bedfont và Feltham, thay thế vị trí của Feltham trong Division One của Combined Counties League.. Tuy nhiên, vì Feltham đã tham gia FA Vase 2012-13 dưới tên đó, câu lạc bộ đã chơi với tên Feltham F.C. cho đến khi được đổi tên thành Bedfont & Feltham vào đầu mùa giải 2013-14. Mùa giải đó chứng kiến đội giành chức vô địch Middlesex Premier Cup, đánh bại Staines Lammas 1-0 trong trận chung kết.
Mùa giải 2014-15 câu lạc bộ đã vô địch Division One Challenge Cup, đánh bại Worcester Park 4-3 trên chấm luân lưu trong trận chung kết. Mùa giải tiếp theo kết thúc với vị trí á quân ở Division One, được thăng hạng lên Premier Division. Tuy nhiên, đội đã phải xuống hạng trở lại Division One vào cuối mùa giải 2016-17.

### Thành tích từng mùa giải
| Mùa giải | Hạng đấu                                  | Thứ hạng | Notes            |
| -------- | ----------------------------------------- | -------- | ---------------- |
| 2013-14  | Combined Counties League Division One     | 13/18    |                  |
| 2013-14  | Combined Counties League Division One     | 5/16     |                  |
| 2014-15  | Combined Counties League Division One     | 5/16     |                  |
| 2015-16  | Combined Counties League Division One     | 2/17     | Thăng hạng       |
| 2016-17  | Combined Counties League Premier Division | 22/23    | Xuống hạng       |
| 2017-18  | Combined Counties League Division One     | 17/19    |                  |
| 2018-19  | Combined Counties League Division One     | 5/18     |                  |
| 2019-20  | Combined Counties League Division One     | -        | Season abandoned |

## Sân vận động
Bedfont & Feltham chơi các trận đấu sân nhà tại The Orchard trên đường Hatton Road ở Feltham. Sân có sức chứa 1.200 khán giả.

## Huấn luyện viên
- tháng 5 năm 2012-tháng 8 năm 2014: Wayne Tisson
- tháng 8 năm 2014-tháng 11 năm 2014: Dean Thomas
- tháng 11 năm 2014-tháng 1 năm 2016: Louis Carder-Walcott
- tháng 2 năm 2016-tháng 9 năm 2016: John Cook
- tháng 9 năm 2016-tháng 10 năm 2016: Joe Monks
- tháng 12 năm 2016-tháng 4 năm 2017: Aaron Morgan
- tháng 4 năm 2017-tháng 10 năm 2017: Garry Haylock
- tháng 10 năm 2017-tháng 5 năm 2018: Dan Huxley
- tháng 5 năm 2018-: Adam Bessent

## Danh hiệu
- Combined Counties League
  - Vô địch Division One Cup 2014-15
- Middlesex Premier Cup
  - Vô địch 2013-14

## Kỉ lục
- Thành tích tốt nhất tại Cúp FA: Vòng loại thứ nhất, 2014-15, 2015-16[3]
- Thành tích tốt nhất tại FA Vase: Vòng Hai, 2019-20[3]